# Jeongan
Jeongan, född 1355, död 1412, var en koreansk drottning, gift med kung Jeongjong av Joseon. 
År 1392 blev besteg hennes svärfar tronen och grundade en ny dynasti. Hennes make blev kronprins och hon kronprinsessa. Paret fick inga barn. Hon blev drottning när maken år 1398 blev kung. Hennes make abdikerade till förmån för sin bror år 1400. Hon fick då titeln änkedrottning, trots att hon inte var änka (hennes man avled efter henne). 